# Mikki Moore
Clinton Renard «Mikki» Moore (Orangeburg, Carolina del Sur, 4 de noviembre de 1975) es un exjugador de baloncesto estadounidense que disputó once temporadas en la NBA. Con 2,13 metros de altura, jugaba en la posición de pívot.

## Carrera

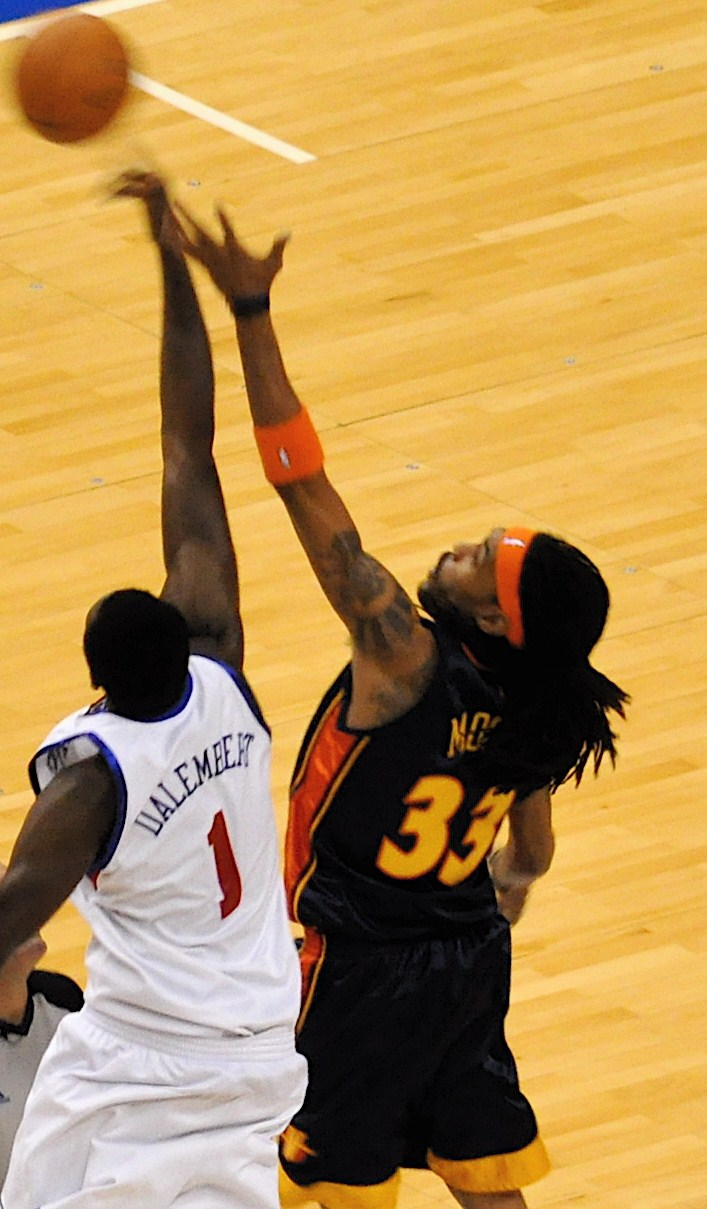
Mikki Moore en 2009.

Moore llegó a la NBA sin ser drafteado procedente de la Universidad de Nebraska, donde fue líder histórico en tapones (2,1 por partido). Está considerado como todo un trotamundos dentro de la liga ya que ha jugado hasta en siete franquicias distintas como son Detroit Pistons, Atlanta Hawks, Boston Celtics, Utah Jazz, Los Angeles Clippers, Seattle SuperSonics y New Jersey Nets. También ha jugado en ligas menores como la CBA y la NBDL, donde jugó en Roanoke Dazzle tras ser elegido número uno en el Draft de la NBA Development League de 2002. En la temporada 2002-03 estuvo en el primer quinteto de la NBDL y logró el galardón de mejor defensor. Para tener una altura de siete pies es un jugador de tremenda agilidad debida a su delgada complexión física y con una muñeca muy buena.
El 27 de junio de 2006 fue traspasado de Sonics a Nets a cambio de una segunda ronda de 2009. Operación que con el tiempo se ha evidenciado como un claro acierto de New Jersey. Con la lesión del pívot titular, Nenad Krstić, Moore pasó a ocupar su lugar y a ganarse el respeto dentro de la liga a sus 31 años. Ha cuajado su mejor temporada en la liga con 9.8 puntos (con un excepcional 60.9 % en tiros de campo) y 5.1 rebotes por partido de media. Números que incrementan considerablemente si solo tenemos en cuenta los que jugó de titular. Moore acabó la temporada como el primer jugador no drafteado que acaba primero en la clasificación de porcentaje de tiro y solo el tercero en acabar en el top 5 desde la temporada 1976-77.
En julio de 2007 firmó como agente libre por Sacramento Kings, donde jugó hasta finales de febrero de 2009, momento en que el equipo decidió rescindir su contrato.
En febrero de 2009, al cumplirse el mínimo de 48 horas que exige la NBA desde su salida de los Kings, fichó por los Boston Celtics. 
En septiembre de 2009 fichó por Golden State Warriors.
El 9 de diciembre de 2011, firma con los Memphis Grizzlies, pero es cortado 5 días más tarde.
En enero de 2012, firma contrato con los Idaho Stampede de la G-League.
El 16 de abril de 2012, vuelve a firmar con los Warriors para lo que resta de temporada.
El 1 de octubre de 2012, firma con Philadelphia 76ers, pero es cortado 9 días después.
El 1 de noviembre de 2013, firma de nuevo con Idaho Stampede, pero 3 días después es traspasado a los Reno Bighorns. Finalmente el 19 de diciembre de 2013, fue cortado.

## Estadísticas de su carrera en la NBA
|  | Líder de la liga |

### Temporada regular
| Año     | Equipo      | PJ  | PT  | MPP  | %TC   | %3P  | %TL   | RPP | APP | ROB | TPP | PPP |
| ------- | ----------- | --- | --- | ---- | ----- | ---- | ----- | --- | --- | --- | --- | --- |
| 1998–99 | Detroit     | 2   | 0   | 3.0  | 1.000 | .000 | 1.000 | .5  | .0  | .0  | .0  | 2.0 |
| 1999–00 | Detroit     | 29  | 0   | 16.8 | .621  | .000 | .794  | 3.9 | .6  | .3  | 1.1 | 7.9 |
| 2000–01 | Detroit     | 81  | 2   | 14.2 | .493  | .000 | .731  | 3.9 | .4  | .3  | .8  | 4.4 |
| 2001–02 | Detroit     | 30  | 0   | 7.2  | .475  | .500 | .769  | 1.8 | .4  | .2  | .3  | 2.6 |
| 2002–03 | Boston      | 3   | 0   | 4.0  | .000  | .000 | .000  | .3  | .0  | .0  | .7  | .0  |
| 2002–03 | Atlanta     | 5   | 0   | 6.2  | .417  | .000 | .800  | 1.4 | .6  | .0  | .4  | 3.6 |
| 2003–04 | New Jersey  | 4   | 0   | 2.5  | .200  | .000 | .000  | .5  | .0  | .0  | .0  | .5  |
| 2003–04 | Utah        | 28  | 0   | 13.8 | .521  | .000 | .857  | 2.9 | .7  | .2  | .5  | 4.6 |
| 2004–05 | Los Angeles | 74  | 4   | 15.9 | .502  | .200 | .787  | 3.3 | .6  | .3  | .4  | 5.4 |
| 2005–06 | Seattle     | 47  | 1   | 12.4 | .435  | .000 | .742  | 2.8 | .6  | .2  | .3  | 3.3 |
| 2006–07 | New Jersey  | 79  | 55  | 26.4 | .609  | .000 | .681  | 5.1 | .9  | .6  | .8  | 9.8 |
| 2007–08 | Sacramento  | 82  | 79  | 29.1 | .577  | .000 | .736  | 6.0 | 1.0 | .4  | .6  | 8.5 |
| 2008–09 | Sacramento  | 46  | 20  | 16.2 | .521  | .000 | .810  | 3.3 | .6  | .3  | .3  | 3.5 |
| 2008–09 | Boston      | 24  | 0   | 19.0 | .600  | .000 | .737  | 4.4 | 1.0 | .2  | .2  | 4.8 |
| Total   | Total       | 534 | 161 | 18.2 | .550  | .154 | .743  | 3.9 | .7  | .3  | .5  | 5.8 |

### Playoffs
| Año   | Equipo     | PJ | PT | MPP  | %TC  | %3P  | %TL   | RPP | APP | ROB | TPP | -    |
| ----- | ---------- | -- | -- | ---- | ---- | ---- | ----- | --- | --- | --- | --- | ---- |
| 2000  | Detroit    | 3  | 0  | 14.0 | .417 | .000 | 1.000 | 4.0 | 1.0 | .3  | .0  | 6.0  |
| 2007  | New Jersey | 12 | 12 | 33.3 | .560 | .000 | .793  | 5.6 | 1.2 | .8  | .6  | 11.3 |
| 2009  | Boston     | 10 | 0  | 6.6  | .500 | .000 | .833  | 1.5 | .4  | .2  | .5  | 1.5  |
| Total | Total      | 25 | 12 | 20.3 | .541 | .000 | .837  | 3.8 | .8  | .5  | .5  | 6.7  |